# Покшивно (Ґрудзьондзький повіт)
Покшивно (пол. Pokrzywno, нім. Engelsburg) — село в Польщі, у гміні Ґрута Ґрудзьондзького повіту Куявсько-Поморського воєводства.
Населення — 366 осіб (2011).
У 1975-1998 роках село належало до Торунського воєводства.

## Демографія
Демографічна структура станом на 31 березня 2011 року:
|          | Загалом | Допрацездатний вік | Працездатний вік | Постпрацездатний вік |
| -------- | ------- | ------------------ | ---------------- | -------------------- |
| Чоловіки | 183     | 38                 | 128              | 17                   |
| Жінки    | 183     | 42                 | 104              | 37                   |
| Разом    | 366     | 80                 | 232              | 54                   |